# Palacio de Ibarra
El palacio de Ibarra es una casa señorial perteneciente a los señores de Ibarra que se alzó en el siglo XVII a las afueras del municipio alcarreño de Brihuega, en la provincia de Guadalajara (España). Se ubica junto a la CM-2008 que une Brihuega y Trijueque, rodeada de bosques de matorrales y robles. Cercano se encuentra también el palacio de Don Luis.
Era obra barroca, popular, con profusa utilización del ladrillo y esquinas de sillar. Tenía la típica disposición de las casas señoriales madrileñas del siglo XVII: una crujía principal con torres en los extremos, cerrado el muro norte, y abierto frente a su costado meridional, donde estaría la portada principal blasonada, un patio que servía de recreo y daba perspectiva a la edificación. Su interior no muestra ya nada de interés. Es obra del arquitecto cántabro Gaspar de la Peña, autor de numerosas edificios de este tipo en Madrid.

## El Palacio de Ibarra en la guerra civil española
El Palacio de Ibarra es tristemente famoso porque en marzo de 1937 fue testigo de uno de los episodios más trágicos de la batalla de Guadalajara en la guerra civil española, y el escenario donde se enfrentaron italianos integrantes de ambos bandos beligerantes: el Batallón Garibaldi de la XII Brigada Internacional, leal a la República Española, contra la 2.ª Bandera Indomita Fiamme Nere del Corpo Truppe Volontarie (Cuerpo de Tropas Voluntarias) del General Coppi, que apoyaba a las tropas sublevadas, y que se había atrincherado en el palacio en retirada y bajo unas condiciones climatológicas adversas. Este trágico suceso ha ocupado líneas constantemente en los escritos de Ernest Hemingway sobre la batalla de Guadalajara y está próximo a la famosa curva de la carretera de acceso a la localidad de Brihuega bautizada con el nombre del escritor norteamericano, que él mismo calificó como «la peor del mundo», y que supuso el hundimiento de los soldados del Corpo Truppe Volontarie en la citada batalla.
El 14 de marzo de 1937 se produjo un fuerte combate entre la XII Brigada Internacional (el Batallón Garibaldi estaba compuesto de italianos antifascistas) y camisas negras de la bandera Indomita Fiamme Nere en un pequeño palacio de caza en medio del bosque de Ibarra cerca de Brihuega. En esa batalla que duró nueve horas perecieron todos los integrantes de la bandera Indomita Fiamme Nere. Esta batalla fue muy bien explotada desde el punto de vista propagandístico por la República, y los prisioneros y su documentación fueron presentados a la prensa internacional y al Comité de No Intervención de Londres.

## El Palacio de Ibarra enViaje a la Alcarria

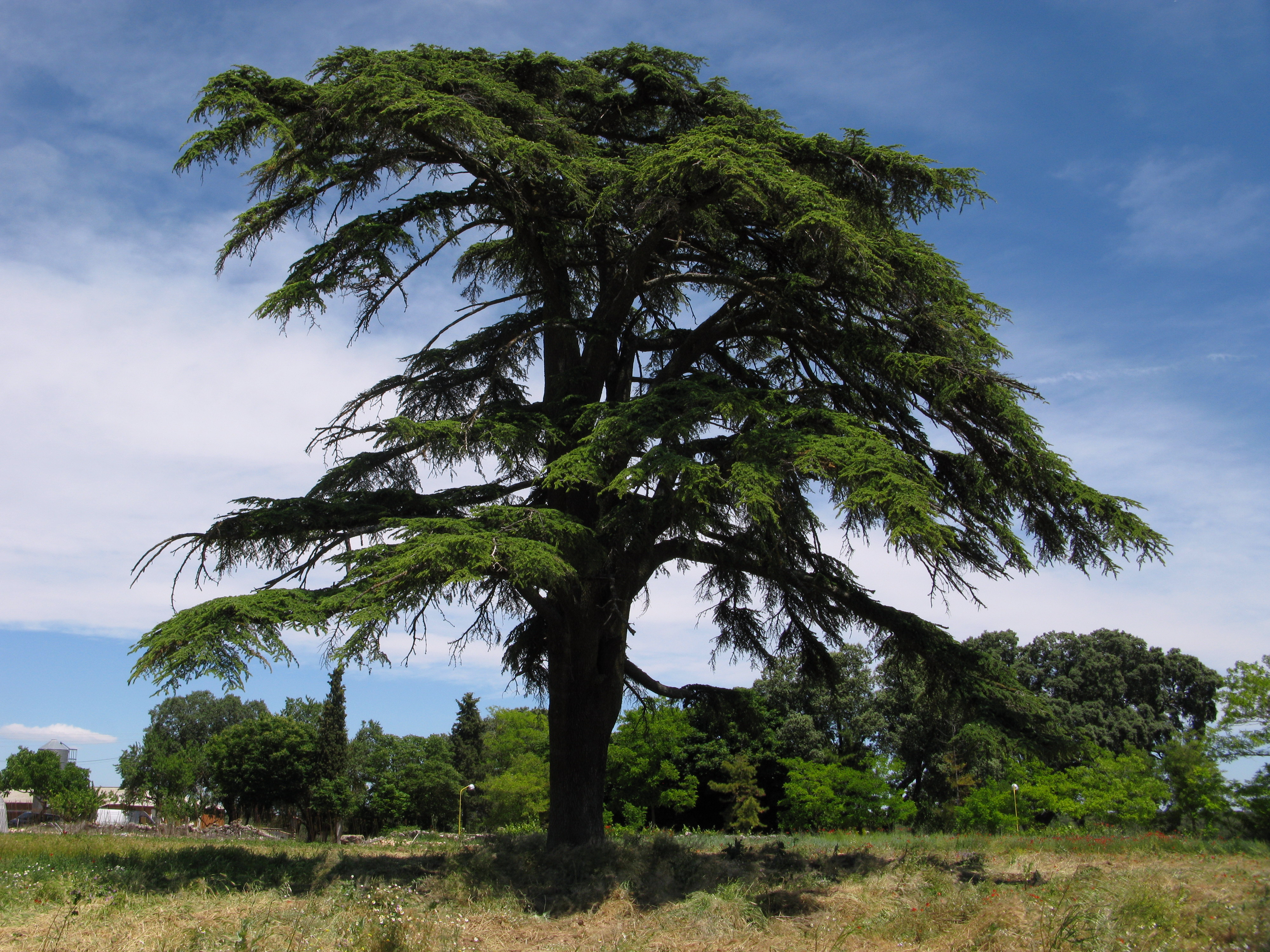
Cedro del Líbano situado en el jardín del Palacio de Don Luís.

Camilo José Cela, en su Viaje a la Alcarria (1948), cita el palacio:

El viajero echa un trago fuera de tiempo, por consolarse, y se va a sentar al pie de un árbol, a las tapias del palacio de Ibarra, que está al borde de la carretera. El palacio de Ibarra es un caserón semiderruido, con un jardín abandonado, lleno de encanto; parece un bailarín rendido, cortesano y enfermo, respirando el aire saludable de los campesinos. El jardín está ahogado por la maleza. Una cabra atada a una cuerda dormita, rumiando, tumbada al sol, y un asnillo retoza coceando al aire como un loco. Entre la maraña se yergue un pino japonés, alto y esbelto, lleno de empaque, de gracia y de señorío; un pino que semeja un viejo y derrotado hidalgo, ayer aún arrogante y hoy deudor de todos los criados.
Viaje a la Alcarria, 1948

Francisco García Marquina afirma que Cela:

(...) llega a la Casa de don Luis, que confunde con el Palacio de Ibarra. Este palacio se encuentra en realidad más adelante y monte adentro. Pero la culpa no es suya, sino del mapa Michelín que está equivocado, y aquí debe decirse en su descargo. También en la famosa Batalla de Guadalajara en marzo de 1937 que sucedió en estos lugares, los desdeñosos fascistas del Corpo Truppe Volontarie al mando del general Roatta utilizaron un mapa Michelin de carreteras para su operaciones, creyendo que era cartografía suficiente para su marcha triunfal. El mapa Michelin, que no tiene referencias de desnivel, les hizo creer que Torija y Brihuega eran poblaciones que estaban sobre el llano y a la misma altura. Sólo al llegar a Brihuega comprobaron que se habían metido en un hoyo en donde luego serían hostigados y derrotados por los republicanos. A Cela no podemos culparle de manejar un mapa equivocado, que dice «Ibarra» donde debe decir «don Luis», pero lo que sí puede atribuírsele es llamar pino japonés a un frondoso cedro del Líbano.

De nuevo Cela, en el Nuevo Viaje a la Alcarria (1984) aclara el error:

El camino que va de Torija al desvío de Fuentes ya fue contado en su lugar. El viajero, a poco de dejar a un lado el camino de Fuentes, se da con el palacio de Don Luis, el mismo que hace años tomó por el palacio de Ibarra. Aquel caserón semiderruido, con un jardín abandonado y lleno de encanto, no es el palacio de Ibarra, que queda más adelante y algo apartado de esta carretera, sino el de Don Luis, y el pino japonés, alto y esbelto, lleno de empaque, de gracia y de señorío, tampoco es un pino sino que se transformó, sin duda por artes mágicas, en un cedro corpulento aunque quizá también algo derrotado.
Nuevo Viaje a la Alcarria, 1984